# ホンダ・ホーネット
ホーネット（Hornet）は本田技研工業が製造販売するオートバイのシリーズ商標である。

## 概要
ホーネットとは英語でスズメバチを意味し、モデルコードがCB+排気量+FのためCBシリーズに属するネイキッドタイプである。広義的にはかつて製造されていたモデルでは排気量250 cc・600 cc・900 ccに分類され、日本国内仕様では900 ccモデルを除きメイン車名、900 cc日本国内向けモデルならびに海外向け輸出仕様ではペットネームとして使用された。さらに各モデルとも以下の共通事項がある。
- 水冷4ストロークDOHC4バルブ4気筒エンジン[注 2]ならびに6速マニュアルトランスミッションを搭載
- 張り出したボリューム感のある燃料タンク
- 一本の角型パイプを剛性メンバーとしたダイヤモンド型（モノバックボーン）フレーム
- 前後輪ともディスクブレーキ装着
- 一部モデルを除き前輪16インチ[注 3]・後輪17インチの幅広ラジアルタイヤ装着
- リヤカウルの右側直下に配置したアップタイプマフラー[注 4]

また上述モデルとは別にインド国内の現地法人ホンダ・モーターサイクル・アンド・スクーター・インディア（Honda Motorcycle and Scooter India, Private Limited）が2015年から同国内向けに製造販売するCB160Rのペットネームとして使用される。

## 1996年 - 2007年
※本項では日本国内仕様を中心に解説を行う。

### 250 ccモデル
1995年の第31回東京モーターショーに参考出品後にMC23型ジェイドからの実質的後継車として1996年1月25日発表、同年2月20日発売。型式名MC31。正式車名は英字表記のHornet。排気量の250を付けた呼称は後に発売された600 cc・900 ccモデルと区別するための便宜上用いられる通称である。
搭載されるMC14E型水冷4ストロークカムギアトレーン4バルブDOHC4気筒エンジンはMC23型ジェイドからのキャリーオーバーで、元は1987年に発売されたMC14型CBR250FOURに搭載されたものである。なお本モデルへの搭載に際し以下のチューニングを実施した。
- 意図的に幅の狭いトルクの谷間を設定することで吹きあがりレスポンスを強調
- マフラーを4into1の集合タイプとした上で各エキゾーストパイプ間を連結する位置を意図的にずらし、1 - 4連結で低回転域、2 - 3連結で中回転域をトルクアップ
- マフラー内室を従来より1室少ない2パスタイプとし排気圧力を低下
- インレットポート口径を27.0 mmから24.5 mmに絞ることで低・中回転域のトルクアップとパーシャルトルクを向上
- バルブタイミングのインレットクローズを早めることによって低・中回転トルク全域を上げる効果を狙いオーバーラップを増やすことでピークパワー以降の落ち込みを減少
- キャブレターをVP21型4基からVP03型4基へ変更

リヤサスペンションはモノショック構造であるが、他の同社製ネイキッドモデル同様にリンク機構は与えられていない。

#### 遍歴
1996年1月25日発表、同年2月20日発売
1998年9月29日発表、同月30日発売
以下のマイナーチェンジを実施
- 車体色を以下の2種類とすると共にホイール色を変更
  - 車体：キャンディタヒチアンブルー ホイール：艶消しブラック
  - 車体：フォースシルバーメタリック（新規追加） ホイール：ホワイト
- 燃料タンクのロゴマークを変更

1999年12月6日発表、同月7日発売
平成10年自動車排出ガス規制に適合させるためエキゾースト・エアインジェクションシステム（二次空気導入装置）ならびにエキゾーストマニホールド集合部に三元触媒を搭載した型式名BA-MC31への変更に伴う以下のマイナーチェンジを実施。
- 車体色のキャンディタヒチアンブルーをキャンディフェニックスブルーへ変更

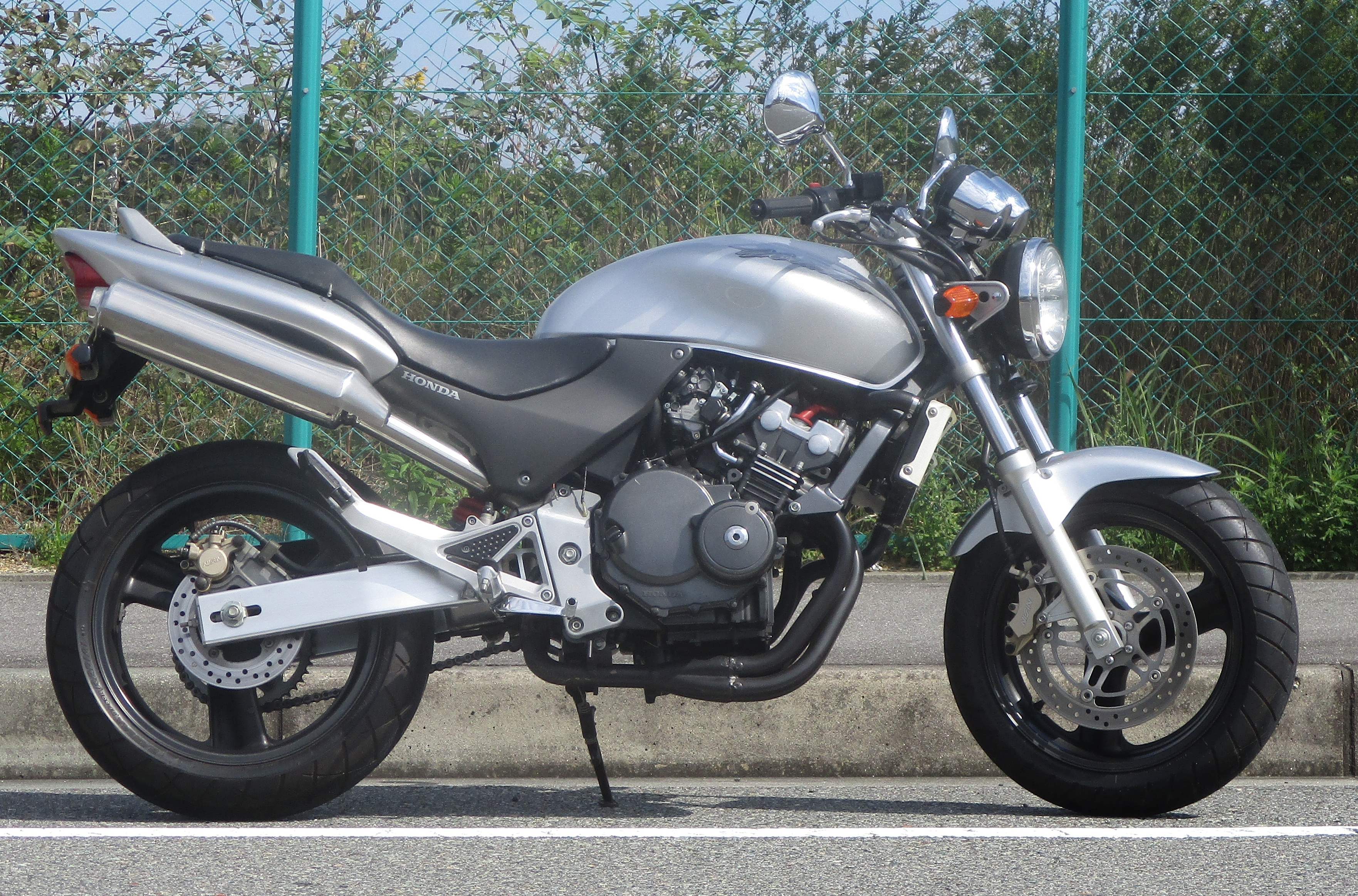
BA-MC31
フォースシルバーメタリックカラー

- ハザードランプならびに燃料計を標準装備化
- キャブレターをVP05型4基へ変更

2000年12月20日発表、同月21日発売
標準色2パターンに受注生産オプション税抜1万円高で組み合わせから28タイプのカラーバリエーションが選択可能なカラーオーダープランを設定。
- 車体色（燃料タンク・フロントフェンダー・シートカウル）
  - キャンディーフェニックスブルー・パールフェイドレスホワイト・フォースシルバーメタリック・パールシャイニングイエロー・キャンディグローリーレッド・キャンディオーシャングリーン・ブラック
- ホイール色
  - ロスホワイト・マットアクシスグレイメタリック・ファイティングレッド・アキュレイトシルバーメタリック

2003年3月18日発表、同月19日発売
以下のマイナーチェンジを実施
- サスペンションセッティングを変更
- シート形状の見直しによりシート高を15 mm低い745 mmへ変更
- 燃料タンクのHONDAロゴをウイングマークを基調としたマークに変更
- 角型バックミラーへ変更
- グリップエンドをメッキ化
- 標準色を以下に変更
  - 車体色：キャンディブレイジングレッド ホイール色：マットアクシスグレイメタリック
  - 車体色：キャンディタヒチアンブルー ホイール色：ロスホワイト
- カラーオーダープランではホイール色からファイティングレッドを廃止

2005年9月29日発表

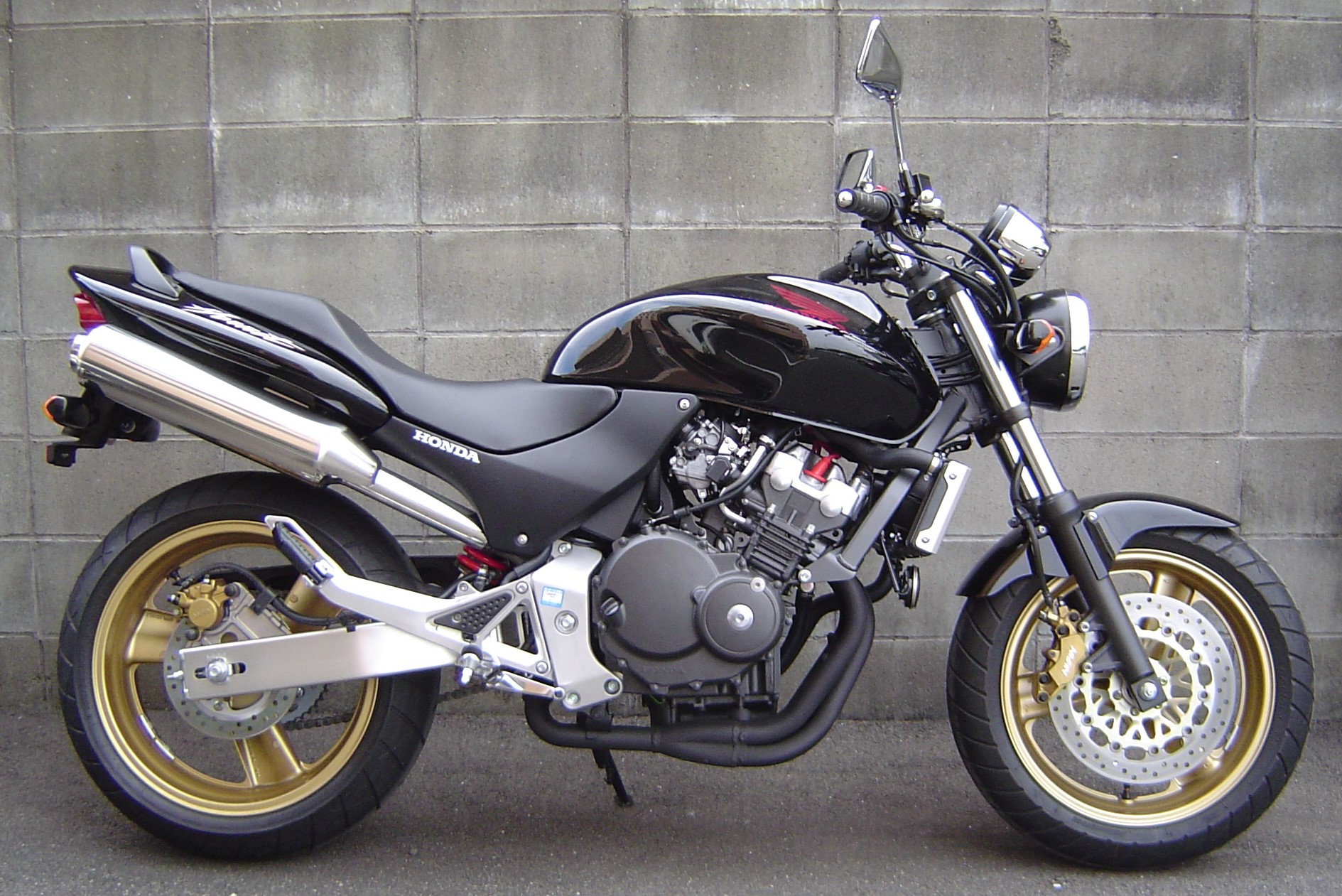
ホーネット　2005

同年11月28日発売で以下のマイナーチェンジを実施
- ヘッドランプをマルチリフレクタータイプへ変更
- メーターパネル発光色をブルーへ変更
- シート表皮を前部と後部で異なったパターンへ変更
- フレーム・フロントフォーク・グラブバー・タンクキャップへマットグレー塗装を施工
- リヤサスペンションスプリング・スパークプラグキャップを赤色化
- 標準色を以下に変更
  - 車体色：ブラック・キャンディタヒチアンブルー ホイール色：スーパーゴールドメタリック
- カラーオーダープランを以下のパターンへ変更
  - 車体色（燃料タンク・フロントフェンダー・シートカウル）
    - キャンディフェニックスブルー・ブラック・ウイニングレッド・パールフラッシュイエロー・ロビックスブルーメタリック・パールファイアーオレンジ

  - ホイール色
    - スーパーゴールドメタリック・ブラック

さらに標準車の税抜2万円高ツートーンカラーを採用するHornet DX（ホーネット デラックス）を同年12月24日発売。車体色は以下の2パターンを設定。
- 車体色：キャンディブレイジングレッドxブラック ホイール色：ブラック
- 車体色：パールフラッシュイエローxブラック ホイール色：ブラック

2006年12月20日発表、同月26日発売
カラーオーダープランを終了させ車体色を変更するマイナーチェンジ
- 標準車
  - 車体色：パールサンビームホワイト・パールコスミックブラック
- DX
  - 車体色：キャンディブレイジングレッドxグラファイトブラック・ブラックグリントウェーブブルーメタリックxグラファイトブラック・デジタルシルバーメタリックxグラファイトブラック

2007年
平成18年自動車排出ガス規制を適合させずに生産終了。
- 騒音規制・開発コストの兼ね合いもあり後継車種はなし。同年8月には川崎重工業モータースが製造するバリオスIIならびにOEMのスズキGSX250FXも生産終了となっているため国産250 cc4気筒エンジン搭載モデルは日本国内市場から消滅したが、カワサキモータースが2019年の東京モーターサイクルショーにてNinja ZX-25Rの発売を発表したことにより再び250ccクラスに4気筒エンジン搭載車が復活することなった。

### 600 ccモデル
本モデルは、PC34型が日本で、PC36型・PC41型がイタリア現地法人のホンダ・イタリア・インダストリアーレ（HONDA ITALIA INDUSTRIALE S.P.A.）で製造された.
また車名はPC34型に存在した日本国内仕様のみHornet 600もしくはHornet Sであるが、海外向け仕様はすべてCB600F Hornetとなる。

#### PC34型
250 ccモデルを大幅にパワーアップさせたモデルで1997年の第32回東京モーターショーに参考出品。翌1998年に日本国内ならびにヨーロッパ市場で販売開始された。このため基本構成は踏襲するものの以下の点で250 ccモデルと異なる。
エンジン
1995年から販売されていたPC31型CBR600F（F3）に搭載されていた排気量599 ccのPC25E型水冷4ストローク4バルブDOHC4気筒エンジンに以下の設計変更を実施。
- キャブレターをVP60型4基からVP49型4基へ変更しメインボア径を36 mmから34 mmに小径化
- 吸入管を30 mm延長し吸気脈動効果を向上
- エキゾーストパイプ - マフラー管長を360 mm延長

これらの吸排気系チューニングにより最高出力はそのままに低中回転域でのトルクを増強し、最大トルクはCBR600Fの5.1 kgf·m / 7,500 rpmから5.3 kgf·m / 7,500 rpmへ増強。
- ただしこれは排気量に対する馬力自主規制が当時存在した[注 8]日本国内向け仕様独自のもので、制約がなく測定方法が異なるヨーロッパ市場向け輸出仕様は最高出力96 ps / 12,000 rpm・最大トルク6.4 kgf·m / 9,500 rpmとされた。

車体
フレームは250 ccモデルから踏襲するが、搭載エンジン変更による出力増強に対応させるべくフロントエンジンハンガーを変更した上で全体の剛性バランスを取り直した。
サスペンションは、前輪テレスコピックのフロントフォーク径を36 mmから41 mmへ大径化。またディスクブレーキをダブル化した。

##### 遍歴
1998年2月10日発表、同年3月6日発売
日本国内向け仕様はキャンディミュトスマゼンタ・ヘビーグレーメタリックの車体色を設定。
1998年12月14日発表、同月15日発売
車体色にパールレスホワイトを追加。
2000年3月9日発表、同月10日発売
1999年の第33回東京モーターショーに参考出品されたハーフカウル装着ならびに前輪ホイールを17インチへ変更したHornet Sを追加。
- 同モデルは平成12年自動車排出ガス規制に適合させたため型式名はBC-PC34となる。

日本国内向け仕様のHornet 600は平成12年自動車排出ガス規制に適合させず2001年に生産終了。ヨーロッパ向け輸出仕様ならびにHornet Sも2002年までに生産終了となった。

#### PC36型
イタリアへの生産移管と併せて設計変更を実施し2003年から製造された。本型式と後述するPC41型はヨーロッパ専売モデルとなったため日本には正規輸入されていない。主な変更点を以下に示す。
- 燃料タンク容量を16→17 Lへ増加
- シート・リヤカウル・リヤフェンダー・テールランプのデザイン変更

さらにPC34型からはマフラーを含めたエンジンセッティングを変更したためスペックは最高出力71 kW（97 PS）/ 12,000 rpm・最大トルク 63 N·m（6.4 kgf·m）/ 10,000 rpmとなった。
また2005年のマイナーチェンジではフロントフォークを倒立型とし、メーターもバイザーを持ったスピードをデジタル、タコをアナログとした異型タイプに変更した。
なお本モデルはPC38型CBF600N・CBF600Sと基本コンポーネンツを共用する姉妹車である。

#### PC41型
ヨーロッパ内の排出ガス規制（Euro3）に適合させるためフルモデルチェンジを行い2007年から製造されたモデルで以下の変更点がある。
- 搭載される水冷4ストローク4バルブDOHC4気筒エンジンは同時期に開発されていた排気量600 ccのPC40型CBR600RR用PC40E型にスロットルボア変更などで中低速重視のトルク特性へ変更
- 燃料供給をPGM-FI電子式燃料噴射装置へ変更
- 燃料タンク容量を17 L→19 Lへ増大
- フレームをアルミ製グラビティダイキャスト方式3ピース構造へ変更
- ヘッドランプを異型タイプへ変更
- マフラーをダウンタイプへ変更
- 前輪ディスクブレーキキャリパーを3ピストンへ変更
- 後輪ディスクブレーキローター径を220→240 mmへ拡大
- オプションで前後連動のコンバインドABSを設定

2009年には以下のマイナーチェンジを実施。
- 車体色変更
- フロントフォークにプリロードアジャスターと伸び側減衰力調整機構を追加
- リヤショックに伸び側減衰力調整機構を追加
- 車名ロゴをステッカーから立体エンブレムへ変更

2010年のミラノモーターショーでは以下のマイナーチェンジを実施した2011年モデルを発表。
- 車体色変更
- ヘッドライトならびに外装のデザイン変更
- メーターをLCD化
- ABSを前後連動のコンバインドから独立動作へ変更
- 本モデルにフルカウルを装備したCBR600Fを追加

2012年にはフロントフォークに伸び側と圧側の減衰力を無段階に調整できるH.M.A.S.を追加。
2014年に実質的な後継モデルCBR650F・CB650Fへフルモデルチェンジされ生産終了。

### 900 ccモデル
型式名SC48。250 cc・600 ccモデルの大ヒットから、さらにミドルクラスフレームにリッタークラスのエンジンパフォーマンスを組み合わせたモデルを要求されたことから開発し、2001年に発表された。
オートバイとしての基本コンセプトや車両概要は250・600 ccモデルと共通するが、以下の相違変更点がある、
- 搭載される排気量918 ccのSC48E型エンジンは1998年式SC33型CBR900RR用SC33E型に以下のチューニングを実施[16]。
  - 燃料供給をPGM-FI電子式燃料噴射装置へ変更[16]した上でバルブタイミング・ポート形状・スロットルバルブ角度などを見直し[17]
  - 吸気側ではエアクリーナーインテークダクトに負圧駆動バルブを、排気側にはエアインジェクションシステム（二次空気導入装置）を装着[18]
  - 結果的に中低速域トルク増強ならびに排出ガス浄化に貢献
- フレームはPC34型用をベースに総合的なパフォーマンス向上に合わせてメインパイプ板厚を1.6 mmから2.3 mmに強化した上でステアリングヘッド接合剛性やハンドル位置なども見直し[19]
- 燃料タンク容量を19 Lへ増大[20]
- 前輪タイヤを17インチ化した上でフロントフォークを41 mm径フリーバルブタイプから43 mmカートリッジタイプへ変更[21]
- リヤサスペンションはスイングアームをアルミ製とした上でショックアブソーバーをリザーバータンク別体型へ変更[21]
- 盗難抑止の観点からイモビライザー装置H・I・S・S[注 12]を搭載[20]

また販売地域が日本・ヨーロッパ・北米の3地区となったためスペックは規制ならびに測定・表示方法の違いから3種類とされた（詳細はテンプレート参照）ほか、以下の仕向地別相違がある。
車名
- 日本：CB900 Hornet
- ヨーロッパ：CB900F Hornet
- 北米：CB900F[注 13]

リヤカウル「Hornet」ロゴ
- 日本・ヨーロッパ：有
- 北米：無

前後ブレーキキャリパー
- 日本：ゴールド
- ヨーロッパ・北米：ブラック

メーターカバー
- 日本：メッキ仕上げ
- ヨーロッパ・北米：プラスティック地

このうち日本国内向け仕様は平成12年自動車排出ガス規制に適合させたため型式名BC-SC48として2001年9月28日発表、同年10月4日発売。当初はフォースシルバーメタリックならびにイタリアンレッドの車体色が設定された。
2002年10月24日発表、同月25日発売。イタリアンレッドをキャンディータヒチアンブルーへカラーリング変更するマイナーチェンジを実施。
2004年には日本国内向け仕様の生産終了と共にヨーロッパ・北米向け仕様は以下のマイナーチェンジを実施。
- 点火タイミング変更に伴うパフォーマンスアップ
- メーター内へ時計追加ならびにカバーをメッキ仕上げへ変更
- 前後サスペンションのセッティング見直しならびにアジャスト機構を追加
- エンジンヘッドカバーならびに車体色を変更

本型式は2007年モデルを最後に実質的後継機種のCB1000Rへ移行する形で生産終了した。

## 2023年-

### HORNET2.0
Honda Motorcycle And Scooter India Pvt. Ltd.で2020年からインド市場向けに発売されている車両である。日本国内では正規輸入品は未発売であるが、並行輸入車としては発売されている。

### CB125ホーネット
2025年からインド市場向けでCB125ホーネットが発表されている車両である。

### CB750ホーネット
ドイツで開催されたインターモトショーでCB750ホーネットが発表された。エンジンは先に発表された4ストローク並列2気筒755ccエンジンを搭載し、最高出力91馬力を発生する。CB600Fホーネットに続きストリートファイタースタイルとなった。日本での正規導入は未定。なお、日本での正規導入は2025年1月24日に発表された。

### CB500ホーネット
2023年11月開催のミラノショーでCB500ホーネットが発表された。

### CB1000ホーネット
2023年11月開催のミラノショーでCB1000ホーネットが発表された。日本国内で販売を予定。そして、2024年12月12日に発表された。